# Лекра
Лекра (индон. LEKRA — Lembaga Kebudayaan Rakyat — Общество народной культуры) — объединение деятелей культуры левого направления в Индонезии в 1950—1965 годы. Создано 17 августа 1950 г. Идея создания принадлежала заместителю Генерального секретаря Коммунистической партией Индонезии (КПИ) Ньото (1925—1965). Общество состояло из семи автономных организаций: литературы, изобразительного искусства (Амрус Наталша, Мисбах Тамрин, Куслан Будиман, Адрианус Гумелар), драматургии, кинематографии, музыки, хореографии, науки. Её членами ассоциации были известные индонезийские литераторы Прамудья Ананта Тур, Утуй Татанг Сонтани, Риваи Апин, Ситор Ситуморанг, Абдул Кохар Ибрагим, Амарзан Исмаил Хамид, Мартин Алейда др, художники Аффанди Кусума и Джоко Пекик.
В 1959 году состоялся 1-й Всеиндонезийский конгресс Лекры в Суракарте, который выдвинул лозунг: «политика — наш полководец» и принцип «двух высот», то есть сочетание художественного мастерства с высотой идейного содержания. На конгрессе присутствовал президент Индонезии Сукарно. К 1963 году Лекра насчитывала более 100 тысяч членов в 200 ячейках. У неё сложился конфликт с противниками вмешательства политики в культурную жизнь вроде религиозного деятеля Хамки, поэтов Тауфика Исмаила и Гунавана Мохамада или писателя Х. Б. Яссина; те, столкнувшись с направленной против них кампанией, подписали Манифест культуры.
Лекра была запрещена после событий 30 сентября 1965 года как связанная с КПИ. Многие её лидеры и активисты подверглись репрессиям. Постановлением министра образования и культуры № 1381 от 30 ноября 1965 г. был введён запрет на распространение работ членов Лекры, а им самим было запрещено заниматься творческой деятельностью.